# Rudolf Štursa
Rudolf Štursa (* 24. července 1927, Volovoje, Podkarpatská Rus) je český fotograf.

## Životopis
Rudolf Štursa pracoval jako fotograf ve společnosti Brněnské veletrhy a výstavy, je členem Svazu českých fotografů. Štursa je uznáván především díky pohledům na krajinu a Brno. Zúčastnil se více než 70 výstav v České republice i v zahraničí.

## Publikace
- Duše krajiny a lidí: Fotografie z Podkarpatské Rusi, Rudolf Štursa, Nakladatel: Společnost přátel Podkarpatské Rusi 2017

## Sbírky
- Moravská galerie v Brně

## Výstavy
- 1985, Výstaviště Brno - Rennes